# Carlos Uzal
Carlos Uzal Couto o Charlie Uzal (27 de marzo de 1971, Newport), es un exjugador profesional de baloncesto. Con 2 metros de altura, jugaba en la posición de ala-pívot. Actualmente tiene la función de director deportivo en el Club Básquet Coruña de la LEB Oro.

## Biografía
Nacido en Gales, recaló en España para formarse en las categorías inferiores del Compostela, y en la temporada 1991/92 deja las inferiores para jugar en el equipo de segunda división. En 1992 ficha por Universidad de Salamanca donde juguaría las dos siguientes temporadas, para posteriormente empezar su aventura en liga EBA a manos de Doncel de La Serena. Después de pasar por Viña Costeira Verín y ADM Peleteiro Santiago en las temporadas 1996-97 y 1997-98 respectivamente, ficha por el Gijón Baloncesto, donde termina su primera temporada en una liga LEB. La temporada siguiente, la 1999-00; disputa con Sondeos del Norte también en liga LEB. En diciembre de 1999 llega al TAU Cerámica de liga ACB, donde disputa toda la temporada hasta abril del 2000 donde le sustituye Chris Corchiani.
En la 2000/01 llega al equipo de liga LEB Rosalía de Castro, pero en marzo de 2001 se va al Viña do Campo Rivadaviade liga EBA.
En la 2001/02 juega para la Agrupación deportiva San Narciso, donde también jugaría la temporada posterior.
La temporada 2003/04 la iba disputar como jugador en el Chantada C.B pero terminó siendo el entrenador en este equipo.
Regresó a las pistas como jugador la temporada siguiente en el Atlético San Sebastián, último equipo que disfrutaría de su juego antes de volver al Coruña.
Tras cuatro años como jugador en el CB Coruña, en los que consiguió un ascenso de liga EBA a LEB Bronce en la temporada 2006/07;
se retira como jugador en la temporada 2008/09, y el mismo club, (Club Básquet Coruña) le da la opción de integrarse en la estructura técnica, las temporadas 2009/10 y 2010/11 como delegado de campo y las siete siguientes como segundo entrenador del equipo, que actualmente disputa la liga LEB Oro.

## Trayectoria
| Temporada | Equipo                      | Liga                  | Calidad de         | Anotaciones                      |
| --------- | --------------------------- | --------------------- | ------------------ | -------------------------------- |
|           | Compostela                  | Categorías inferiores | Jugador            | -                                |
| 1991-92   | Compostela                  | 2ª División           | Jugador            | -                                |
| 1992-93   | Universidad de Salamanca    | -                     | Jugador            | -                                |
| 1993-94   | Universidad de Salamanca    | -                     | Jugador            | -                                |
| 1994-95   | Doncel de La Serena         | EBA                   | Jugador            | -                                |
| 1995-96   | Baloncesto Galicia          | EBA                   | Jugador            | -                                |
| 1996-97   | Viña Costeira Ribadavia     | EBA                   | Jugador            | -                                |
| 1997-98   | ADM Peleteiro Santiago      | EBA                   | Jugador            | -                                |
| 1998-99   | ADM Peleteiro Santiago      | EBA                   | Jugador            | -                                |
| 1998-99   | Cabitel Gijón Baloncesto    | LEB                   | Jugador            | (Sustituyendo a Pedro Rodríguez) |
| 1999-00   | Sondeos del Norte           | LEB                   | Jugador            | -                                |
| 1999-00   | TAU Cerámica                | ACB                   | Jugador            | -                                |
| 2000-01   | Rosalía de Castro           | LEB                   | Jugador            | -                                |
| 2001-02   | San Narciso Peixe Fresco    | EBA                   | Jugador            | -                                |
| 2002-03   | San Narciso Peixe Fresco    | EBA                   | Jugador            | -                                |
| 2003-04   | CB Chantada Vento Breogán   | EBA                   | Jugador            | -                                |
| 2003-04   | CB Chantada Vento Breogán   | EBA                   | Entrenador         | -                                |
| 2004-05   | Adoz Atletiko - U.P.V       | EBA                   | Jugador            | -                                |
| 2005-06   | Básquet Coruña - Atlántico  | EBA                   | Jugador            | -                                |
| 2006-07   | Ferroplast Básquet Coruña   | EBA                   | Jugador            | -                                |
| 2007-08   | Ferroplast Básquet Coruña   | LEB Bronce            | Jugador            | -                                |
| 2008-09   | Leyma Básquet Coruña        | LEB Plata             | Jugador            | Última como jugador              |
| 2009-10   | Leyma Básquet Coruña        | LEB Plata             | Delegado de campo  | -                                |
| 2010-11   | Leyma Natura Básquet Coruña | LEB Plata             | Delegado de campo  | -                                |
| 2011-12   | Leyma Natura Básquet Coruña | LEB Plata             | Segundo entrenador | -                                |
| 2012-13   | Leyma Natura Básquet Coruña | LEB Oro               | Segundo entrenador | -                                |
| 2013-14   | Leyma Natura Básquet Coruña | LEB Oro               | Segundo entrenador | -                                |
| 2014-15   | Leyma Básquet Coruña        | LEB Oro               | Segundo entrenador | -                                |
| 2015-16   | Leyma Básquet Coruña        | LEB Oro               | Segundo entrenador | -                                |
| 2016-17   | Leyma Coruña                | LEB Oro               | Segundo entrenador | -                                |
| 2017-18   | Leyma Coruña                | LEB Oro               | Segundo entrenador | -                                |